# 前313年
| 千纪： | 前1千纪 |
| 世纪： | 前5世纪 \| 前4世纪 \| 前3世纪 |
| 年代： | 前340年代 \| 前330年代 \| 前320年代 \| 前310年代 \| 前300年代 \| 前290年代 \| 前280年代                                                                                  |
| 年份： | 前318年 \| 前317年 \| 前316年 \| 前315年 \| 前314年 \| 前313年 \| 前312年 \| 前311年 \| 前310年 \| 前309年 \| 前308年                                                    |
| 纪年： | 周赧王二年 魯平公十年 齊宣王七年 趙武靈王十三年 魏襄王六年 韓宣惠王二十年 秦惠文王十二年 楚懷王十六年 宋康王十六年 衛嗣君二十二年 燕昭王元年 越王無彊三十年 中山王十五年 |

## 大事记
- 中國：秦國張儀出使楚國，要楚國與齊國斷交以換取商於六百里地，楚王中計，斷交後只得六里地。
- 秦右更疾伐趙，拔藺，虜莊豹。

## 出生
- ? ——荀子，中国思想家（逝世前238年）。